# Verdens undergang (film)
 For alternative betydninger, se Verdens undergang. (Se også artikler, som begynder med Verdens undergang)
Verdens undergang er en dansk science fiction thriller stumfilm fra 1916 instrueret af  August Blom og skrevet af Otto Rung. Medvirkende er bl.a. den danske stumfilmsstjerne  Olaf Fønss og Ebba Thomsen. Filmen fortæller om en verdensomspændende katastrofe, da en vildfaren komet passerer tæt forbi Jorden og bevirker naturkatastrofer og optøjer. På trods af fraværet af sofistikeret filmteknologi formåede Blom og hans filmhold at skabe en ekspressivt kometkatastrofe ved hjælp af ildgnister og røg.
Filmen tiltrak et kæmpe publikum, ikke mindst efter interessen og frygten skabt af Halleys komet, der var passeret forbi Jorden seks år tidligere, og de fortsatte uroligheder som følge af 1. verdenskrig.

## Medvirkende (udvalg)
| Skuespiller            | Rolle                                  |
| ---------------------- | -------------------------------------- |
| Olaf Fønss             | Frank Stoll, mineejer og børsspekulant |
| Ebba Thomsen           | Dina, Wests datter og Flints forlovede |
| Johanne Fritz-Petersen | Edith, Wests datter                    |
| Frederik Jacobsen      | den omvandrende profet                 |
| Carl Lauritzen         | mineejer West                          |
| Thorleif Lund          | mineejer Flint                         |
| Alf Blutecher          | styrmand Reymers                       |
| K. Zimmerman           | astronom Wissmann                      |
| Moritz Beilawski       |                                        |
| Erik Holberg           |                                        |

## Andre titler
Filmen kendes også som:
- Das jüngste Gericht
- The End of the World
- The Flaming Sword
- L'épée flamboyante
- La espada flamígera

## Restauration
Verdens undergang er blevet restaureret i en ny digitaliseret udgave og genudgivet af Det Danske Filminstitut. Den nye udgave kommer i en DVD-samling der også inkluderer stumfilmen Himmelskibet (instruktør Holger-Madsen, 1918).